# 島元広海
島元広海（しまもと ひろうみ、1924年9月25日 - 2008年5月17日）は日本の大蔵官僚。位階は正五位。高松国税局長、横浜税関長などを務めた。

## 来歴
鹿児島県出身。鹿児島県立第一鹿児島中学校、海軍兵学校（73期）を卒業。「鈴鹿」に乗艦し、レイテ沖海戦に参加。東京大学法学部を卒業。
1952年 大蔵省入省（主税局税関部）。1958年6月3日 館山税務署長。
1969年4月 外務省在韓国大使館勤務（一等書記官〜参事官）。
1973年7月3日 東京国税局調査第一部長。1975年7月10日 東京国税局総務部長。1976年6月18日 高松国税局長。1977年6月17日 横浜税関長。1978年6月5日 退官。
同年6月 畜産振興事業団理事。

## 略歴
- 1952年4月：大蔵省入省（主税局税関部）[2][3]。
- 1958年6月3日：館山税務署長。
- 1960年7月：主税局[2][3]。
- 1961年6月16日：主税局総務課 課長補佐。
- 1962年7月：東京国税局総務部総務課長。
- 1964年7月：経済企画庁調整局経済協力課 課長補佐。
- 1966年7月：大阪国税局調査部次長。
- 1969年4月：外務省在韓国大使館勤務（一等書記官→参事官）[2][3]。
- 1973年6月9日：大臣官房付。
- 1973年7月3日：東京国税局調査第一部長。
- 1975年7月10日：東京国税局総務部長。
- 1976年6月18日：高松国税局長。
- 1977年6月17日：横浜税関長。
- 1978年6月5日：退官。